# Адам Уилърд
Адам Дейвид Уилиард (роден на 15 август 1973), по известен като Атом Уилиард, е американски барабанист. В периода 2003 – 2007 е барабанист на групата Офспринг. Докато е член на групата, участва в няколко световни турнета, но напуска, преди да започнат студийните записи на албума Rise and Fall, Rage and Grace през юли 2007.